# Mercato privato
Un mercato privato è un sistema di regolazione delle transazioni organizzato da una società privata.
Questo è ad esempio il caso dell'Italia: la Borsa dal 1997 è gestita da una società privata, la Borsa Italiana S.p.A. Questo segue una direttiva europea, che impone la privatizzazione della gestione dei mercati a privati, e che quindi ha spinto il Ministero del tesoro
a cedere a terzi la proprietà di tale società.
La logica della direttiva è che la privatizzazione porti a migliori condizioni di efficienza e concorrenzialità del mercato. 
Un mercato privato si contrappone concetto di mercato pubblico.